# Isla Nogas
Isla Nogases una isla de 24 hectáreas que constituye una reserva naval del gobierno de Filipinas, que posee un faro. Se encuentra a 3 millas de la costa de la ciudad de Anini-y y que es accesible por barco o lancha a motor en un trayecto que dura unos 20 minutos. Administrativamente hace parte de la Provincia de Antique.